# Lepraria santamonicae
Lepraria santamonicae är en lavart som beskrevs av K. Knudsen & Elix. Lepraria santamonicae ingår i släktet Lepraria och familjen Stereocaulaceae.   Inga underarter finns listade i Catalogue of Life.